# Apple Watch SE
Apple Watch SE — смарт-годинник сьомого покоління, що вийшов 15 вересня 2020 року. Перше покоління серії SE.

## Історія
Годинник був представлений на осінній конференції Apple, що проходила 15 вересня 2020 в дистант-форматі. Були показані разом із родинною, дорожчою версією Series 6.
В Україні вийшов у продаж 25 вересня 2020 року.

## Характеристики
Має GPS, компас, «завжди включений» висотомір, кнопку « SOS », датчик зовнішньої освітленості, а також Apple Pay та GymKit .
Також «Карти Google» на годиннику тепер вміють складати маршрути для велосипедів, а Siri пропонує мовний переклад  .